# Ланча Д20
Ланча Д20 е автомобил, проектиран от италианския автомобилен производител Ланча.

## История
Автомобилът е произведен с 6-цилиндров двигател Tipo B110, V6 (60o). Ланча Д20 участва в World Sports Racing Prototypes с пилот Феличе Бонето. Автомобилът взима участия и в състезанията Миле Миля и Тарга Флорио.